# Dunasead Castle
Dunasead Castle (irisch: Caisleán Dhún na Séad, dt.: „Juwelenfort“, manchmal auch Baltimore Castle genannt) ist ein festes Haus aus dem 17. Jahrhundert in der Stadt Baltimore im Westen des irischen County Cork.

## Geschichte
Die heutige Burg ist nicht die erste an diesem Standort. 1215 ließ ein anglonormannischer Siedler, FitzStephens, dort ein Tower House mit Einfriedung errichten, das seinerseits wiederum eine ältere Festung ersetzte, vermutlich ein Ráth. 1305 wurde die Burg von einer der mächtigen irisch-gälischen Familien, den MacCarthys (Mac Cárthaigh), angegriffen und niedergebrannt. Eine weitere irisch-gälische Familie, die O’Driscolls (irisch Ó hEidirsceoil), viel kleiner, aber in der Region immer noch mächtig, nahmen Dunasead Castle anschließend in Besitz und ließen die Burg wieder aufbauen.
Die O’Driscolls waren durch Übergriffe anglonormannischer Siedler und rivalisierende irisch-gälische Clans auf ihrem Territorium und bei ihren Handelsinteressen ständig unter Druck, was dazu führte, dass die Burg in den folgenden Jahrhunderten viele Male angegriffen und zerstört wurde. Eine besonders lang andauernde Fehde brach 1368 zwischen den O’Driscolls und den Kaufleuten von Waterford nach einem Angriff der O’Driscolls auf die Flotte von Waterford aus. Diese Fehde bestand mit Unterbrechungen fast zwei Jahrhunderte lang und endete mit der Plünderung von Dunasead Castle und anderer Burgen der O’Driscolls durch eine neue Flotte von Waterford im Jahre 1537.
Die Burg wurde wieder aufgebaut, aber, nachdem die O’Driscolls Hugh O’Neill in der Schlacht von Kinsale unterstützt hatten, mussten sie die Burg der englischen Armee überlassen. Einige der O’Driscolls wurden begnadigt und Dunasead Castle an Florence O’Driscoll zurückgegeben, der es anschließend zusammen mit einem Großteil seiner Ländereien wegen finanzieller Probleme verpachtete. Die heutige Burg wurde vermutlich in den 1620er-Jahren errichtet und ergab sich in den 1640er-Jahren den Truppen von Oliver Cromwell.
Später verfiel die Burg, wurde aber zwischen 1997 und 2005 renoviert und wird heute als privates Wohnhaus genutzt.

## Beschreibung
Dunasead Castle ist auf einer Sandsteinhügelkette mitten in Baltimore, hoch über dem Hafen, errichtet. Es besteht aus einem zweistöckigen Gebäude mit rechteckigem Grundriss und zusätzlichem Dachgeschoss, das von einer Einfriedung oder Kurtine umgeben ist. Das Hauptgebäude ist in die Südwestmauer der Einfriedung gesetzt und seine Grundfläche beträgt etwa 6 Meter × 18 Meter. Die Verteidigungseinrichtungen dieses Gebäudes sind im Vergleich zu früheren Tower Houses in der Region eher mager ausgefallen: Im Erdgeschoss sind die Fenster enge Schießscharten und es gibt einen Scharwachturm an der Südwestecke. Nur die Einfriedung konnte etwas Schutz gegen Angreifer bieten.